# 엄마는 게임을 숨겼다
《엄마는 게임을 숨겼다》(일본어: ママにゲーム隠された 마마니게무카쿠사레타[*])는 일본의 hap이 개발한 퍼즐 비디오 게임 시리즈이다. 3편까지 각각 2016년, 2017년, 2018년에 발매되었으며, 모두 iOS 및 안드로이드 용으로 발매되었다. 1편은 닌텐도 3DS, 닌텐도 스위치, 플레이스테이션 4 게임으로도 발매되었다.

## 게임플레이
게임을 좋아하는 주인공 소년이 엄마가 숨긴 게임기를 찾는 퍼즐 게임이다. 게임기는 집안이 그려진 1 화면 또는 2 화면의 어딘가에 있고, 방에 있는 아이템이나 장치를 이용하여 게임기를 발견하는 것을 목표로 한다. 탐색 중에 엄마에게 발각되거나 하면 게임 오버가 된다.